# چارلز وی. شانک
چارلز وی. شانک (انگلیسی: Charles V. Shank؛ زادهٔ ۱۲ ژوئیهٔ ۱۹۴۳) دانشمند در زمینه فیزیک اهل ایالات متحده آمریکا است که به عنوان مدیر عامل آزمایشگاه ملی لارنس برکلی از ۱۹۸۹ تا ۲۰۰۴ شناخته می‌شود.
همچنین برندهٔ جوایزی همچون جایزه انریکو فرمی شده‌است.

## زندگی‌نامه
چارلز وی. شانک در ۱۲ ژوئیه ۱۹۴۳ در مونت هالی، نیوجرسی متولد شد. او در سال ۱۹۶۹ با نوشتن مدرک دکترای خود در رشته «اثر متقابل موج غیر خطی»، تحت نظارت استیون پورتر، وارد دانشگاه کالیفرنیا، برکلی شد.